# Lijst van Drachtsters
Deze lijst van Drachtsters geeft een overzicht van bekende personen die in de Nederlandse plaats Drachten zijn geboren, hebben gewoond of zijn overleden.

## Geboren in Drachten
- Fokke Sytzes Reiding (1808-1887), politicus
- Binnert Philip van Harinxma thoe Slooten (1839-1923), jurist, politicus, Commissaris van de Koning(in) in Friesland (1878-1909)
- Sytze Wierda (1839-1911), architect
- Pier Pander (1864-1919), beeldhouwer
- Thijs Rinsema (1877-1947), kunstenaar en schoenmaker
- S.H. de Roos (1877-1962), letterontwerper, boekverzorger en kunstenaar
- Maas van der Feen (1888-1973), tennisser
- Fedde Schurer (1898-1968), dichter
- Sieuwert Bruins Slot (1906-1972), politicus, hoofdredacteur
- Gerben Sonderman (1908-1955), piloot
- Marten Klasema (1912-1974), atleet en waterbouwkundige
- Sjoerd Leiker (1914-1988), auteur
- Cobie Douma (1914-2001), illegaal fotograaf in WWII
- Ellen de Thouars (1915-1997), actrice
- Jan Frearks van der Bij (1922-2013), kunstenaar
- Harry Kuitert (1924-2017), theoloog
- Klaas de Jong Ozn. (1926-2011), staatssecretaris
- Jan Lammers (1926-2011), atleet
- Tseard Visser (1929-1979), kunstenaar
- Wim Velema (1929-2019), hoogleraar en predikant
- Reinder Rienk van der Leest (1933), Fries schrijver en dichter
- Ron Popma (1941), sporter
- Bert Spahr van der Hoek (1946), politicus
- Leo Elfers (1946-2023), politicus
- Otto de Bruijne (1949), presentator en programmamaker
- Lena Postuma (1950), kunstenares
- Anne Woudwijk (1952), beeldhouwer
- Annet van der Hoek (1952), politica
- Hein Klompmaker (1954), schrijver
- Elma Drayer (1957), schrijver
- Harry Oosterman (1957), politicus
- Wiebe van der Ploeg (1958), politicus
- Alie Boorsma (1959), schaatsster
- Gerard Renkema (1959), politicus
- Gerrit Hiemstra (1961), weerman
- Geert Lageveen (1961), acteur
- Marjan de Boer (1961), golfprofessional
- Pieter Pander (1962), kunstschilder
- Johan Leutscher (1964), roeier
- Henk de Jong (1964), voetbaltrainer
- Barbara van Beukering (1966), journaliste
- Tjeerd van Bekkum (1966), politicus
- André Cats (1968), zwemtrainer
- Jack de Vries (1968), staatssecretaris en spindoctor
- Laura Vlasblom (1968), zangeres
- Rinus Dijkstra (1969), zanger
- Richard Elzinga (1969), voetballer
- Jaap Krol (1970), schrijver
- Edwin Huizinga (1970), voetballer
- Tony Alberda (1974), voetballer
- Peter van de Witte (1975), cabaretier
- Arjan Hut (1976), stadsdichter
- Bas Paternotte (1976), journalist
- Youssef Idilbi (1976-2008), acteur
- Mads Wittermans (1977), acteur
- Roelie Woudwijk (1979), beeldend kunstenaar
- Erik Bosgraaf (1980), musicus
- José van der Veen (1980), atlete
- Stefanie Bouma (1982), atlete
- Sybren Jansma (1982), bobsleeër
- Wim Stroetinga (1985), wielrenner
- Tim Douwsma (1987), zanger
- Randy Martens (1987), politicus
- Marco van der Heide (1989), voetballer
- Ferry Doedens (1990), acteur, zanger
- Sophie de Boer (1990), veldrijdster
- Douwe Amels (1991), atleet
- Iris Kroes (1992), zangeres
- Sicco Bouwer (1992), voetballer
- Marc Siersema (1993), schrijver, acteur
- Djamila Abdalla (1993), actrice

## Voormalige inwoner
- Eilard Jacobus Attema (1818-1886), notaris en politicus
- Jan Lourens Thalen (1909-1960), burgemeester
- Diny de Neef (1929-1978), actrice
- Orlando Bottenbley (1951), predikant
- Henk Hofstra (1952), kunstenaar
- Bert Wiersema (1959), auteur
- Mariska Kramer-Postma (1974), triatlete

## Overleden
- Alexander Curly (1946-2012), zanger